# Etlingera
Genre
Etlingera est un genre de plantes, appartenant à la famille des Zingiberaceae, qui comprend environ 100 espèces décrites à ce jour. Ce sont des plantes herbacées vivaces, parfois de grande taille, qui sont répandues du sous-continent indien aux îles du Pacifique, avec un maximum de variétés en Malaisie. L'une des espèces les plus connues est la Rose de porcelaine (Etlingera elatior).

## Caractéristiques

Quelques espèces en fleur
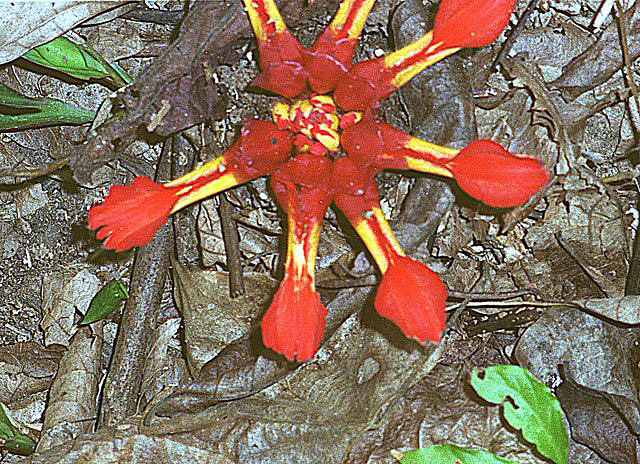
Etlingera coccinea
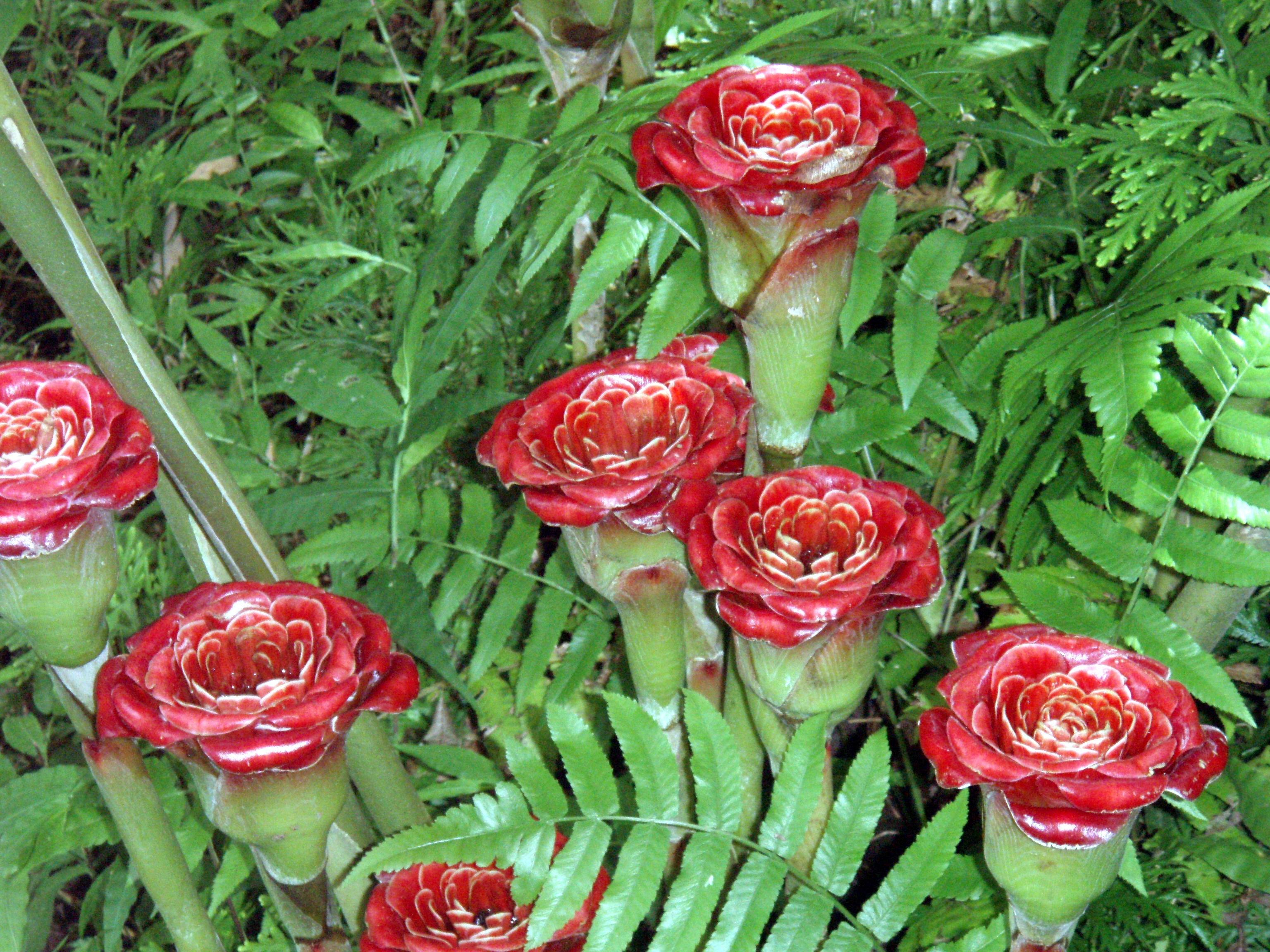
Etlingera corneri
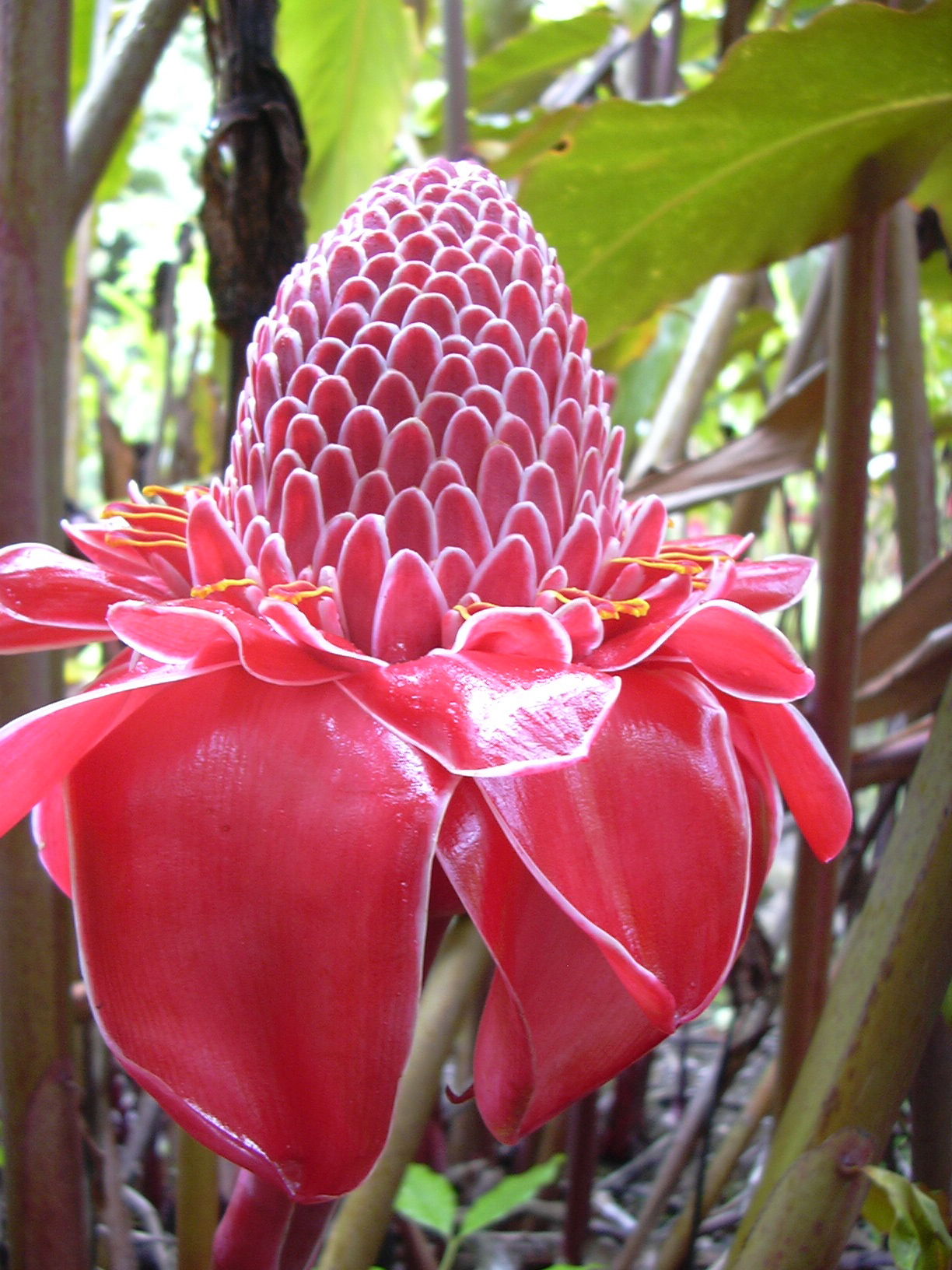
Etlingera elatior
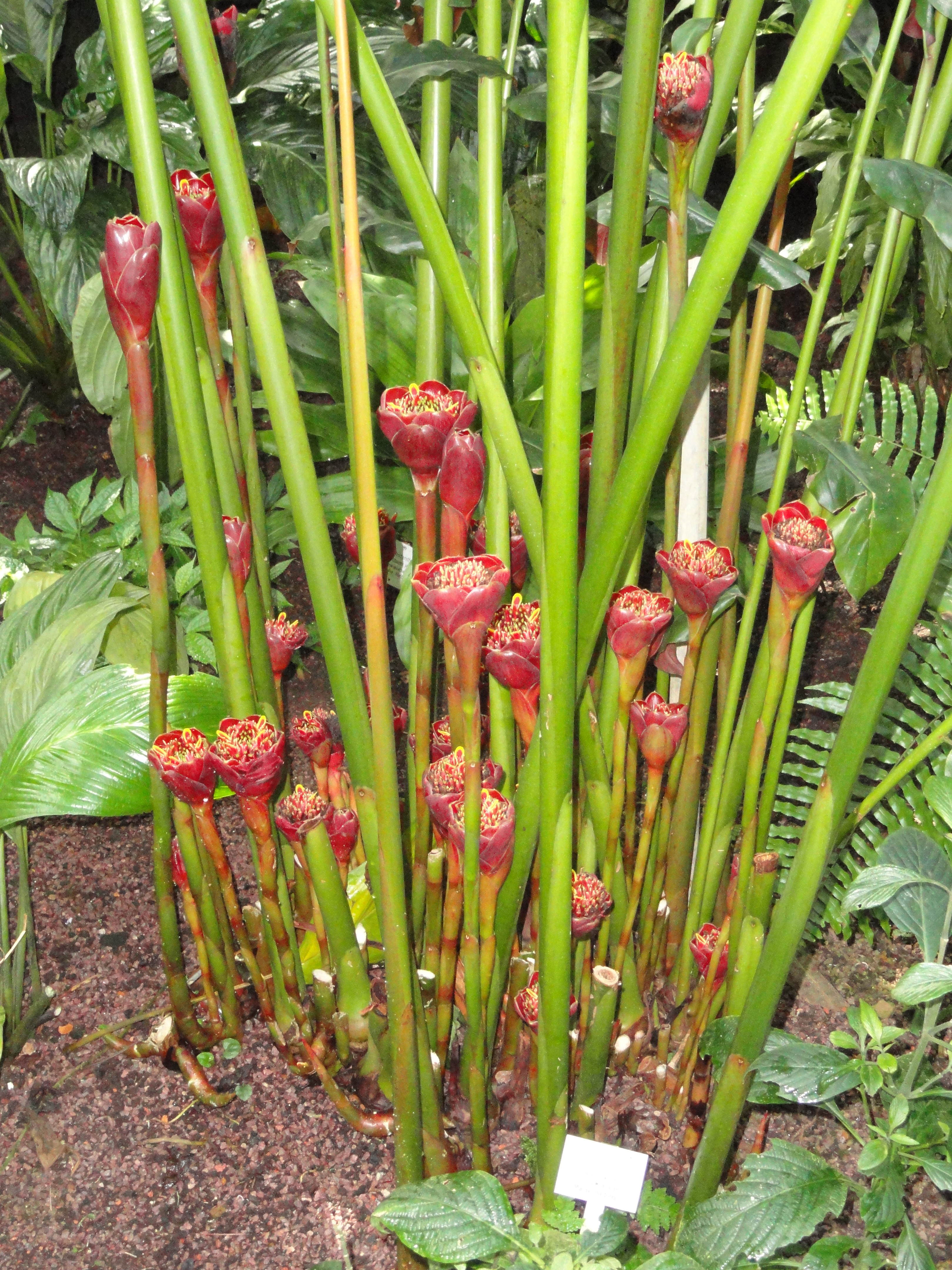
Etlingera fulgens
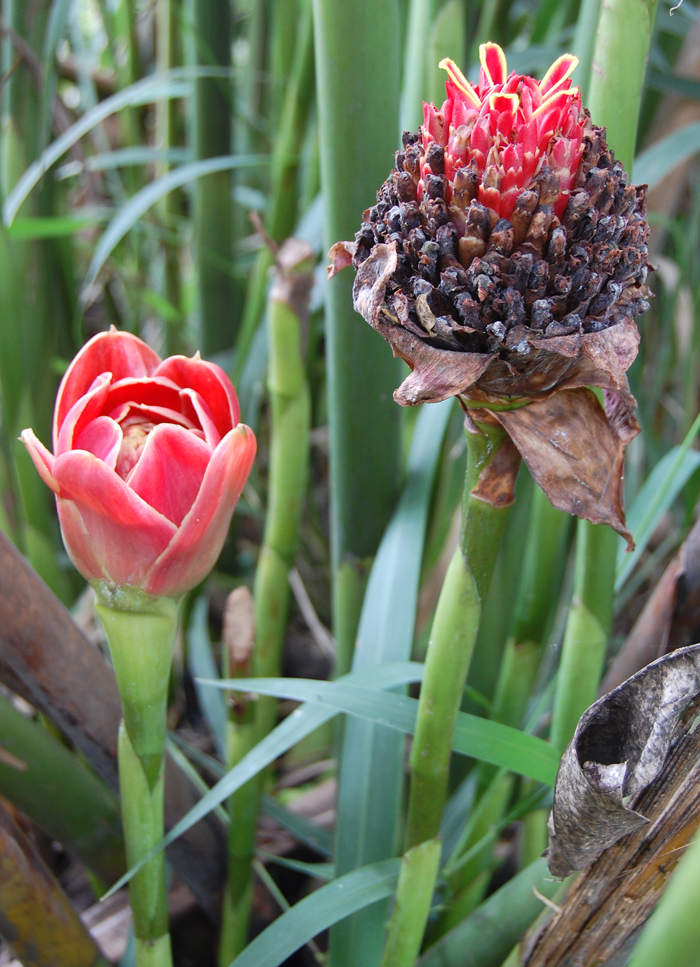
Etlingera hemisphaerica
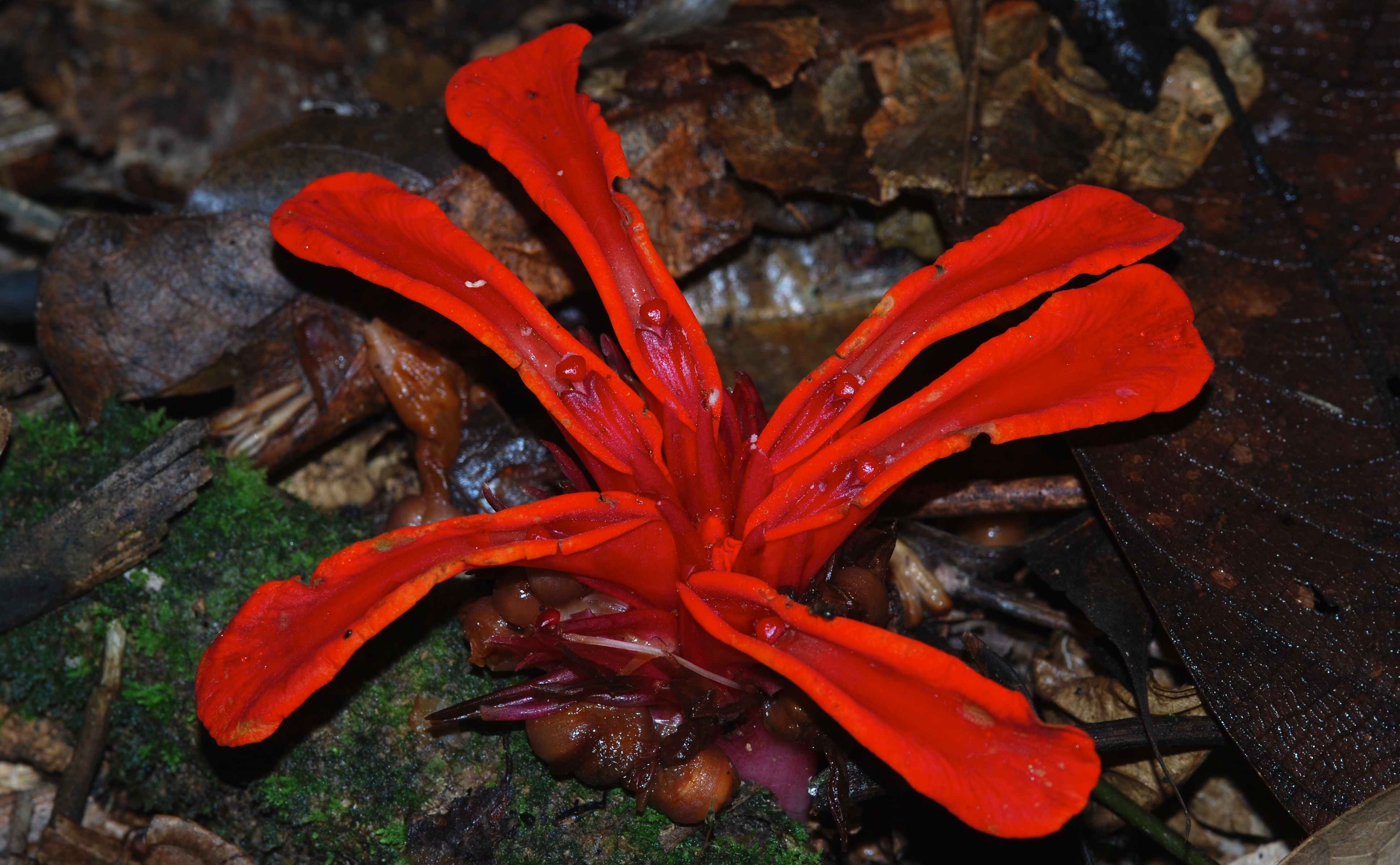
Etlingera megalocheilos
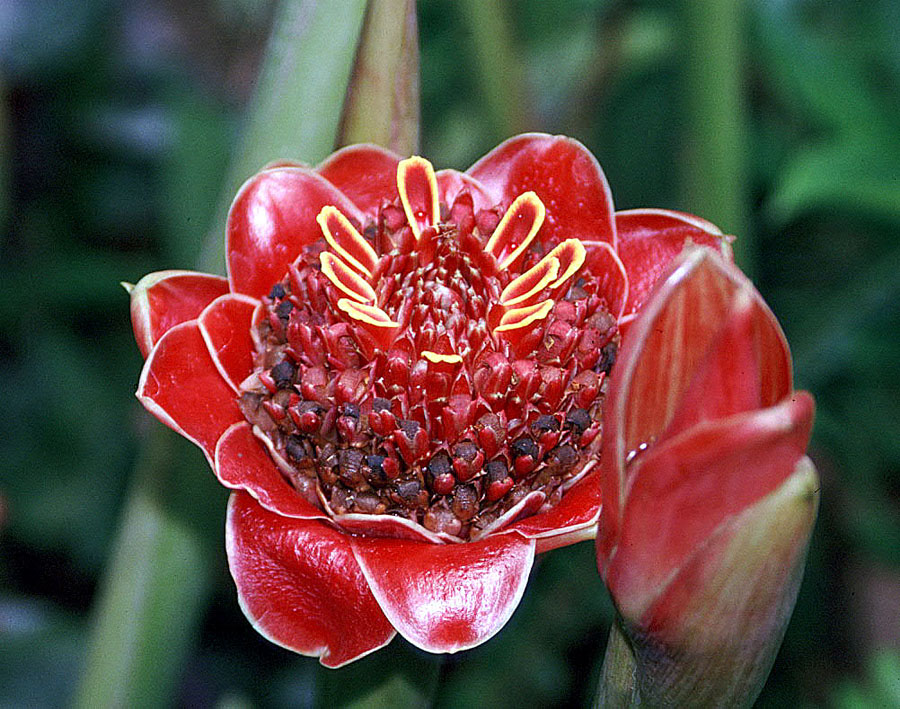
Etlingera solaris

## Classification
Ce genre a été décrit en 1792 par le botaniste allemand Paul Dietrich Giseke (1741-1796).

### Synonymes
Selon GRIN (15 septembre 2015) :
- Achasma Griff.
- Geanthus Reinw.
- Nicolaia Horan.
- Phaeomeria Lindl. ex K. Schum.

Selon Tropicos (15 septembre 2015) :
- Achasma Griff.
- Diracodes Blume
- Geanthus Reinw.
- Nicolaia Horan.

### Liste d'espèces
Selon GRIN (15 septembre 2015) :
- Etlingera elatior (Jack) R. M. Sm. - la Rose de porcelaine
- Etlingera harmandii (Gagnep.) R. M. Sm.
- Etlingera hemisphaerica (Blume) R. M. Sm.
- Etlingera littoralis (J. Koenig ex Retz.) Giseke
- Etlingera punicea (Roxb.) R. M. Sm.
- Etlingera solaris (Blume) R. M. Sm.

Selon World Checklist of Selected Plant Families (WCSP) (15 septembre 2015) :
- Etlingera acanthodes A.D.Poulsen (2012)
- Etlingera aculeatissima A.D.Poulsen (2012)
- Etlingera alba (Blume) A.D.Poulsen (2012)
- Etlingera albolutea A.D.Poulsen & Mood (2006)
- Etlingera amomoides A.D.Poulsen & Mood (2006)
- Etlingera angustifolia (Valeton) R.M.Sm. (1986)
- Etlingera apus-hang C.K.Lim (2001)
- Etlingera araneosa (Baker) R.M.Sm. (1986)
- Etlingera aulocheilos A.D.Poulsen (2012)
- Etlingera aurantia A.D.Poulsen (2006)
- Etlingera australasica (R.M.Sm.) R.M.Sm. (1986)
- Etlingera baculutea A.D.Poulsen & Ibrahim (2006)
- Etlingera balikpapanensis A.D.Poulsen (2006)
- Etlingera baramensis S.Sakai & Nagam. (2003)
- Etlingera barioensis A.D.Poulsen (2006)
- Etlingera belalongensis A.D.Poulsen (1999)
- Etlingera bicolor A.D.Poulsen (2012)
- Etlingera biloba A.D.Poulsen (2012)
- Etlingera borealis A.D.Poulsen (2012)
- Etlingera brachychila (Ridl.) R.M.Sm. (1986)
- Etlingera brevilabrum (Valeton) R.M.Sm. (1986)
- Etlingera bromeliopsis (Valeton) R.M.Sm. (1986)
- Etlingera bullata A.D.Poulsen (2012)
- Etlingera burttii A.D.Poulsen (2006)
- Etlingera calobates A.D.Poulsen (2012)
- Etlingera calophrys (K.Schum.) A.D.Poulsen (2012)
- Etlingera calycina (Valeton) R.M.Sm. (1986)
- Etlingera canarina A.D.Poulsen (2012)
- Etlingera caudata A.D.Poulsen (2012)
- Etlingera caudiculata (Ridl.) R.M.Sm. (1986)
- Etlingera cevuga (Seem.) R.M.Sm. (1986)
- Etlingera chlorodonta A.D.Poulsen (2012)
- Etlingera chrysantha A.D.Poulsen (2012)
- Etlingera coccinea (Blume) S.Sakai & Nagam. (2003)
- Etlingera corneri Mood & Ibrahim (2000)
- Etlingera corrugata A.D.Poulsen & Mood (1999)
- Etlingera crispata C.K.Lim (2001)
- Etlingera cylindrica A.D.Poulsen (2012)
- Etlingera dalican (Elmer) A.D.Poulsen (2003)
- Etlingera dekockii (Valeton) R.M.Sm. (1986)
- Etlingera densiuscula (Valeton) R.M.Sm. (1986)
- Etlingera dictyota A.D.Poulsen & A.L.Lamb (2006)
- Etlingera diepenhorstii (Teijsm. & Binn.) R.M.Sm. (1986)
- Etlingera doliiformis A.D.Poulsen (2012)
- Etlingera eburnea A.D.Poulsen (2012)
- Etlingera echinulata A.D.Poulsen (2012)
- Etlingera elatior (Jack) R.M.Sm. (1986)
- Etlingera elegans A.D.Poulsen (2012)
- Etlingera elliptica A.D.Poulsen (2012)
- Etlingera facifera A.D.Poulsen (2006)
- Etlingera fenzlii (Kurz) kornick. & M.Sabu (2009)
- Etlingera fimbriobracteata (K.Schum.) R.M.Sm. (1986)
- Etlingera flavovirens A.D.Poulsen (2012)
- Etlingera flexuosa A.D.Poulsen (2012)
- Etlingera foetens (Blume) R.M.Sm. (1986)
- Etlingera fulgens (Ridl.) C.K.Lim (2000)
- Etlingera goliathensis (Valeton) R.M.Sm. (1986)
- Etlingera gracilis (Valeton) R.M.Sm. (1986)
- Etlingera grallata A.D.Poulsen (2012)
- Etlingera grandiflora (Valeton) R.M.Sm. (1986)
- Etlingera grandiligulata (K.Schum.) R.M.Sm. (1986)
- Etlingera harmandii (Gagnep.) R.M.Sm. (1986)
- Etlingera heliconiifolia (K.Schum.) A.D.Poulsen (2010)
- Etlingera hemisphaerica (Blume) R.M.Sm. (1986)
- Etlingera heyneana (Valeton) R.M.Sm. (1986)
- Etlingera hyalina A.D.Poulsen (2012)
- Etlingera insolita A.D.Poulsen (2006)
- Etlingera inundata S.Sakai & Nagam. (2003)
- Etlingera isip A.D.Poulsen (2006)
- Etlingera kenyalang A.D.Poulsen & H.Chr. (2005)
- Etlingera labellosa (K.Schum.) R.M.Sm. (1986)
- Etlingera lagarophylla A.D.Poulsen (2006)
- Etlingera latifolia (Valeton) R.M.Sm. (1986)
- Etlingera linguiformis (Roxb.) R.M.Sm. (1986)
- Etlingera littoralis (J.Koenig) Giseke (1792)
- Etlingera loerzingii (Valeton) R.M.Sm. (1986)
- Etlingera longifolia (K.Schum.) A.D.Poulsen (2003)
- Etlingera longipetala (Valeton) R.M.Sm. (1986)
- Etlingera longipetiolata (B.L.Burtt & R.M.Sm.) R.M.Sm. (1986)
- Etlingera loroglossa (Gagnep.) R.M.Sm. (1986)
- Etlingera maingayi (Baker) R.M.Sm. (1986)
- Etlingera megalocheilos (Griff.) A.D.Poulsen (2006)
- Etlingera mendumiae A.D.Poulsen (2012)
- Etlingera metriocheilos (Griff.) R.M.Sm. (1986)
- Etlingera minor (Ridl.) R.M.Sm. (1986)
- Etlingera moluccana (K.Schum.) R.M.Sm. (1986)
- Etlingera mucida A.D.Poulsen (2012)
- Etlingera mucronata A.D.Poulsen (2012)
- Etlingera muluensis R.M.Sm. (1986)
- Etlingera muriformis A.D.Poulsen (2006)
- Etlingera nasuta (K.Schum.) R.M.Sm. (1986)
- Etlingera newmanii S.Sakai & Nagam. (2003)
- Etlingera orbiculata A.D.Poulsen (2012)
- Etlingera orophila A.D.Poulsen (2012)
- Etlingera otiolophos A.D.Poulsen (2006)
- Etlingera palangkensis A.Takano & Nagam. (2006)
- Etlingera pandanicarpa (Elmer) A.D.Poulsen (2003)
- Etlingera pauciflora (Ridl.) R.M.Sm. (1986)
- Etlingera pausodipsus (K.Schum.) A.D.Poulsen (2012)
- Etlingera pavieana (Pierre ex Gagnep.) R.M.Sm. (1986)
- Etlingera peekelii (Valeton) R.M.Sm. (1986)
- Etlingera penicillata (K.Schum.) A.D.Poulsen (2012)
- Etlingera philippinensis (Ridl.) R.M.Sm. (1986)
- Etlingera polyantha (Valeton) R.M.Sm. (1986)
- Etlingera polycarpa (K.Schum.) A.D.Poulsen (2003)
- Etlingera pubescens (B.L.Burtt & R.M.Sm.) R.M.Sm. (1986)
- Etlingera punicea (Roxb.) R.M.Sm. (1986)
- Etlingera purpurea (Elmer) A.D.Poulsen (2003)
- Etlingera pyramidosphaera (K.Schum.) R.M.Sm. (1986)
- Etlingera rosamariae A.D.Poulsen & Gobilik (2006)
- Etlingera rosea B.L.Burtt & R.M.Sm. (1986)
- Etlingera rubroloba A.D.Poulsen (2012)
- Etlingera rubromarginata A.D.Poulsen & Mood (1999)
- Etlingera rubrostriata (Holttum) C.K.Lim (2001)
- Etlingera sanguinea (Ridl.) R.M.Sm. (1986)
- Etlingera sarasinorum (K.Schum.) A.D.Poulsen (2012)
- Etlingera sayapensis A.D.Poulsen & Ibrahim (2006)
- Etlingera sericea (Ridl.) R.M.Sm. (1986)
- Etlingera serrata A.D.Poulsen (2012)
- Etlingera sessilanthera R.M.Sm. (1986)
- Etlingera solaris (Blume) R.M.Sm. (1986)
- Etlingera sorsogonensis (Elmer) A.D.Poulsen (2003)
- Etlingera spinulosa A.D.Poulsen (2012)
- Etlingera stenophylla (K.Schum.) A.D.Poulsen (2012)
- Etlingera steringophora A.D.Poulsen (2012)
- Etlingera sublimata A.D.Poulsen (2012)
- Etlingera subterranea (Holttum) R.M.Sm. (1986)
- Etlingera subulicalyx (Valeton) R.M.Sm. (1986)
- Etlingera sulfurea (R.Parker) R.M.Sm. (1986)
- Etlingera translucens A.D.Poulsen (2012)
- Etlingera triorgyalis (Baker) R.M.Sm. (1986)
- Etlingera tubilabrum A.D.Poulsen (2012)
- Etlingera urophylla A.D.Poulsen (2012)
- Etlingera valida (K.Schum.) A.D.Poulsen (2003)
- Etlingera velutina (Ridl.) R.M.Sm. (1986)
- Etlingera venusta (Ridl.) R.M.Sm. (1986)
- Etlingera versteegii (Valeton) R.M.Sm. (1986)
- Etlingera vestita (Valeton) R.M.Sm. (1986)
- Etlingera walang (Blume) R.M.Sm. (1986)
- Etlingera xanthantha A.D.Poulsen (2012)
- Etlingera xanthoparyphe (K.Schum.) R.M.Sm. (1986)
- Etlingera yessiae A.D.Poulsen (2012)
- Etlingera yunnanensis (T.L.Wu & S.J.Chen) R.M.Sm. (1986)

#### Espèces aux noms synonymes, obsolètes et leurs taxons de référence
Selon World Checklist of Selected Plant Families (WCSP) (19 sept 2011) :